# Хиршлер, Ян
Ян Хиршлер (пол. Jan Hirschler; 7 мая 1883, Толстое — 1 марта 1951, Гданьск) — польский учёный биолог, профессор зоологии и сравнительной анатомии (1921), доктор философии.

## Биография
После окончания львовской гимназии в 1901 году, до 1905 г. изучал биологию и зоологию в Университете Яна Казимира. Ученик профессоров Б. И. Дыбовского и И. Нусбаум-Гиларовича.
В 1905 г. защитил степень доктора философии.
В 1918 г. — экстраординарный профессор, а в 1921 г. — профессор зоологии и сравнительной анатомии.
До 1939 г. был связан с львовским университетом, с 1918 г. — заведующий кафедры зоологии. В 1928/1929 учебном году также декан факультета математики и естественных наук.
В 1925—1926 г. — президент Польского общества естествоиспытателей им. Коперника во Львове. С 1922 г. — действительный член Научного общества во Львове, Научного общества в Варшаве и Польской Академии знаний (с 1934 г. — член-корреспондент ПАЗ).
В 1935 г. с научной целью совершил путешествие в Либерию, основал там научную станцию.
В 1940 добровольно выехал в Германию, где занимался научной работой в Берлинском биологическом институте кайзера Вильгельма. В 1945 году из-за отречения от польской национальности и отъезда в Третий Рейх был исключен из списка членов PAU и TNW. В 1945 г. вернулся в Польшу, где был обвинен в коллаборационизме, лишён ученых званий и в 1948 г. осужден. До 1949 г. находился в заключении.
Позже работал в медицинской академии в Гданьске, научным работником Института тропической и морской медицины. Похоронен на кладбище Сребшиско в Гданьске(район I, штаб I, Ряд 2, могила 9).

## Научная деятельность
Научные работы Яна Хиршлера, относятся, в основном, к изучению развития и анатомии червей, насекомых и земноводных, сравнительной цитологии и эмбриологии. Был создателем теории фузома.

## Избранные научные труды
Автор около 130 научных работ.
- Badania porównawcze nad budową tzw. struny Leydiga u motyli (1903)
- O zdolności reparacyjnej pijawek (1907)
- O wywołaniu metamorfozy u axolotla przy pomocy jodu i doświadczeń pokrewnych (1921)
- Embryogenesen der Insekten (1924)
- O skłądnikach plazmatycznych spermatyd pluskwiaka Palomena viridissima (1927)
- Spostrzeżenia dotyczące wzajemnego zachowania larw owadzich (1931)
- Ze Lwowa do Liberii (1938)
- Ein Paraffineinbettungsverfahren für kleine Objekte (1942)